# 国际葡萄酒城
国际葡萄·葡萄酒城是国际葡萄·葡萄酒组织（OIV）对于葡萄种植作出杰出贡献，且葡萄酒的品质达到国际公认水准的地域所授予的称号。

## 国际葡萄·葡萄酒城列表
亚洲
- 烟台——1987年10月在罗马召开的国际葡萄和葡萄酒局年会上正式命名中国烟台市为“国际葡萄·葡萄酒城”，使烟台成为全球一百多个著名酒城之一，同时正式成为该组织在亚洲唯一观察员（后因种种原因，烟台观察员身份停止）。